# Teleč
Teleč (németül: Teltsch) Bochov településrésze Csehországban a Karlovy Vary-i kerület Karlovy Vary-i járásában. Központi községétől 4 km-re délre fekszik. A 2001-es népszámlálási adatok szerint 28 lakóháza és 13 lakosa van.